# Флавий Диоскор
Флавий Диоскор (на латински: Flavius Dioscorus) е политик на Западната Римска империя през 5 век.
През 442 г. Диоскор е консул заедно с Флавий Евдоксий на Източната Римска империя.